# Pristimantis lividus
Pristimantis lividus es una especie de anfibio anuro de la familia Craugastoridae.

## Distribución
Esta especie es endémica de la provincia de Napo en Ecuador. Habita entre los 2135 y 2750 m de altitud en la ladera oriental de la Cordillera Oriental.

## Descripción
Los machos miden de 18.2 a 20.4 mm y las hembras de 32.9 a 35.0 mm.

## Publicación original
- Lynch & Duellman, 1980 : The Eleutherodactylus of the Amazonian slopes of the Ecuadorian Andes (Anura: Leptodactylidae). Miscellaneous Publication, Museum of Natural History, University of Kansas, n.º 69, p. 1-86[5]